# Echternach
Echternach (lb. Iechternach, Eechternoach) – miasto i gmina (gemeng / commune / Gemeinde) w środkowym Luksemburgu, siedziba administracyjna kantonu Echternach. Do 3 października 2015 gmina leżała w dystrykcie Grevenmacher. Siedziba administracyjna gminy znajduje się w miejscowości Echternach. Graniczy z Niemcami, leży nad graniczną rzeką Sûre. Jest najstarszym miastem w Luksemburgu.

## Podział administracyjny
Do gminy należy 19 miejscowości, w tym jedna (Uertschaft) oraz 18 lieu-dit:
1. Alf (Aleft), lieu-dit
2. Belair, lieu-dit
3. Echternach (Iechternach)
4. Felsbuch (Fielsbuch), lieu-dit
5. Felsmühle (Fielsmillen), lieu-dit
6. Kefferbur, lieu-dit
7. Lauterborn (Lauterbuer), lieu-dit
8. Lauterborn-Moulin (Lauterbuerer Millen), lieu-dit
9. Lütschen (Lëschen), lieu-dit
10. Manertchen, lieu-dit
11. Melicksberg (Melicksbierg), lieu-dit
12. Melickshof (Melickshaff), lieu-dit
13. Neumühle (Neimillen), lieu-dit
14. Nonnenmühle (Nonnemillen), lieu-dit
15. Roudenhaff, lieu-dit
16. Specksmillen, lieu-dit
17. Thoul (Tul), lieu-dit
18. Uelegmillen, lieu-dit
19. Wann, lieu-dit

## Turystyka
W Echternach znajduje się kompleks dawnego opactwa benedyktyńskiego założonego na przełomie VII i VIII wieku przez misjonarza anglosaskiego św. Wilibrorda, stanowiącego w średniowieczu ośrodek kulturalny i religijny o znaczeniu europejskim. W 1148 roku miejscowość wzmiankowano jako oppidum, co oznaczało miejsce ufortyfikowane. W okresie rewolucji francuskiej klasztor zniesiono.
Corocznie w Echternach odbywają się popularne tańczące procesje, których tradycja sięga średniowiecza, prowadzące do grobu św. Willibrorda w odbudowanej po 1945 roku bazylice opactwa. W 2010 roku procesje wpisano na listę niematerialnego dziedzictwa UNESCO.
W pobliżu miasta znajduje się wąwóz Wolfsschlucht (Wollefsschlucht). Przez miasto przebiega lokalny szlak turystyczny E1, a także trasa nr 1 i 2 szlaku Müllerthal.

## Zabytki
- Bazylika św. Willibrorda
- klasztor barokowy z XVIII wieku (obecnie szkoła)
- Kościół św. Piotra i Pawła w stylu gotyckim
- ratusz miejski (Dënzelt) (dawny sąd)
- qilla rzymska (ruina)
- pięć średniowiecznych baszt i fragmenty murów miejskich
- dom gotycki (fragmenty)
- oranżeria barokowa z ogrodem
- Place du Marche (rynek)
- most na rzece Sûre (Sauerbréck)
- kaplica św. Marii (Mariekapell)

## Galeria

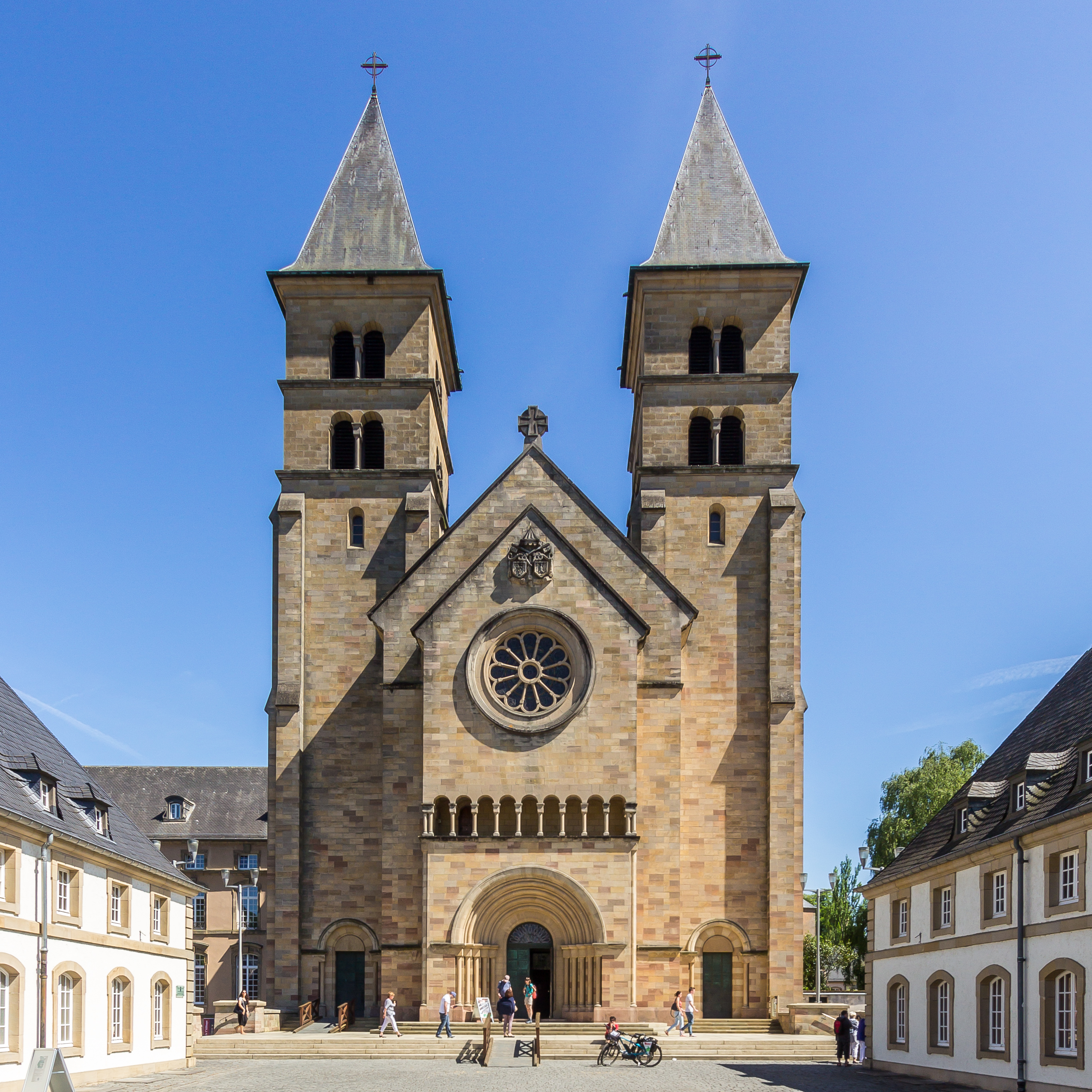
Bazylika św. Willibrorda
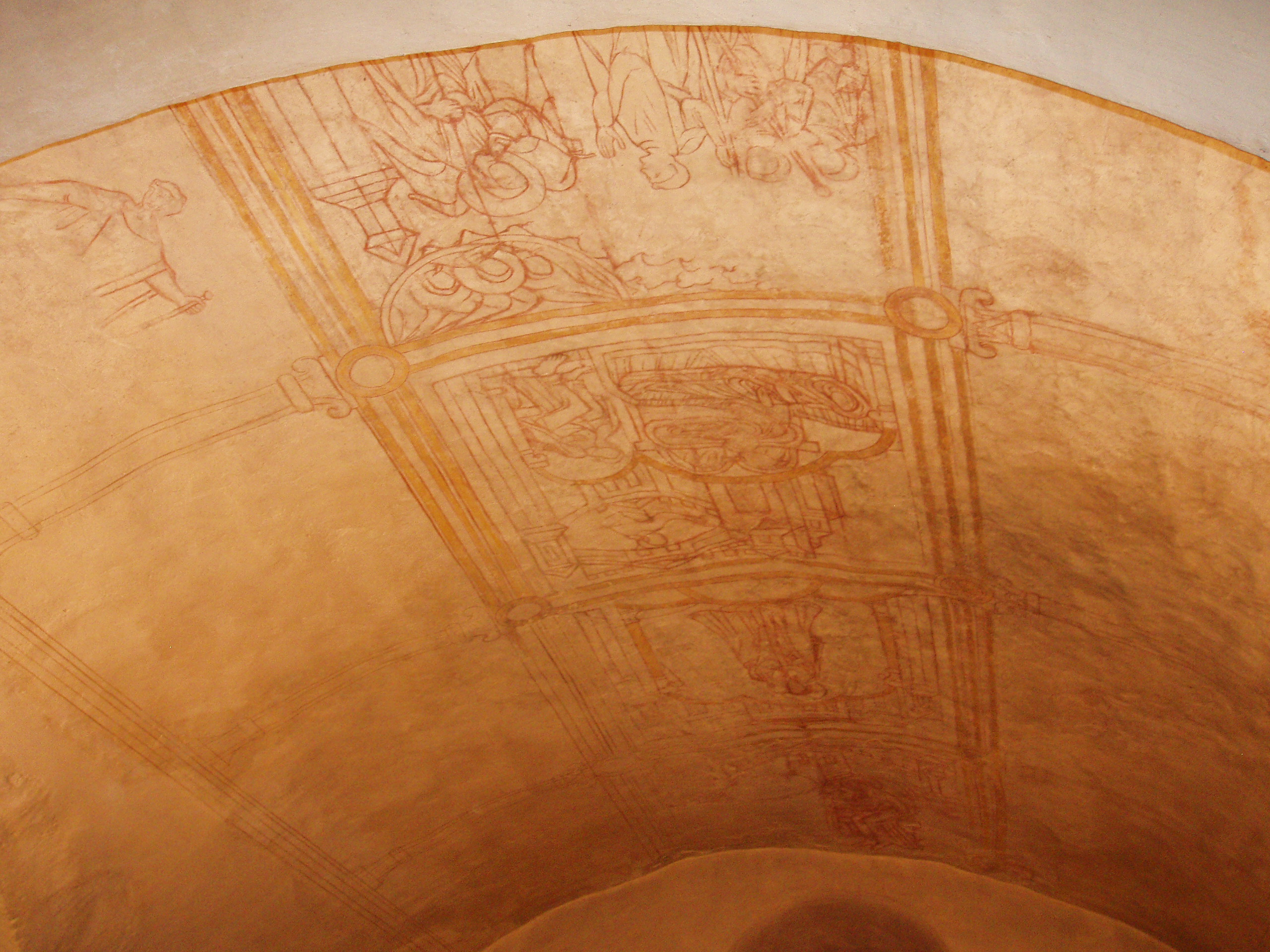
Krypta w bazylice św. Willibrorda
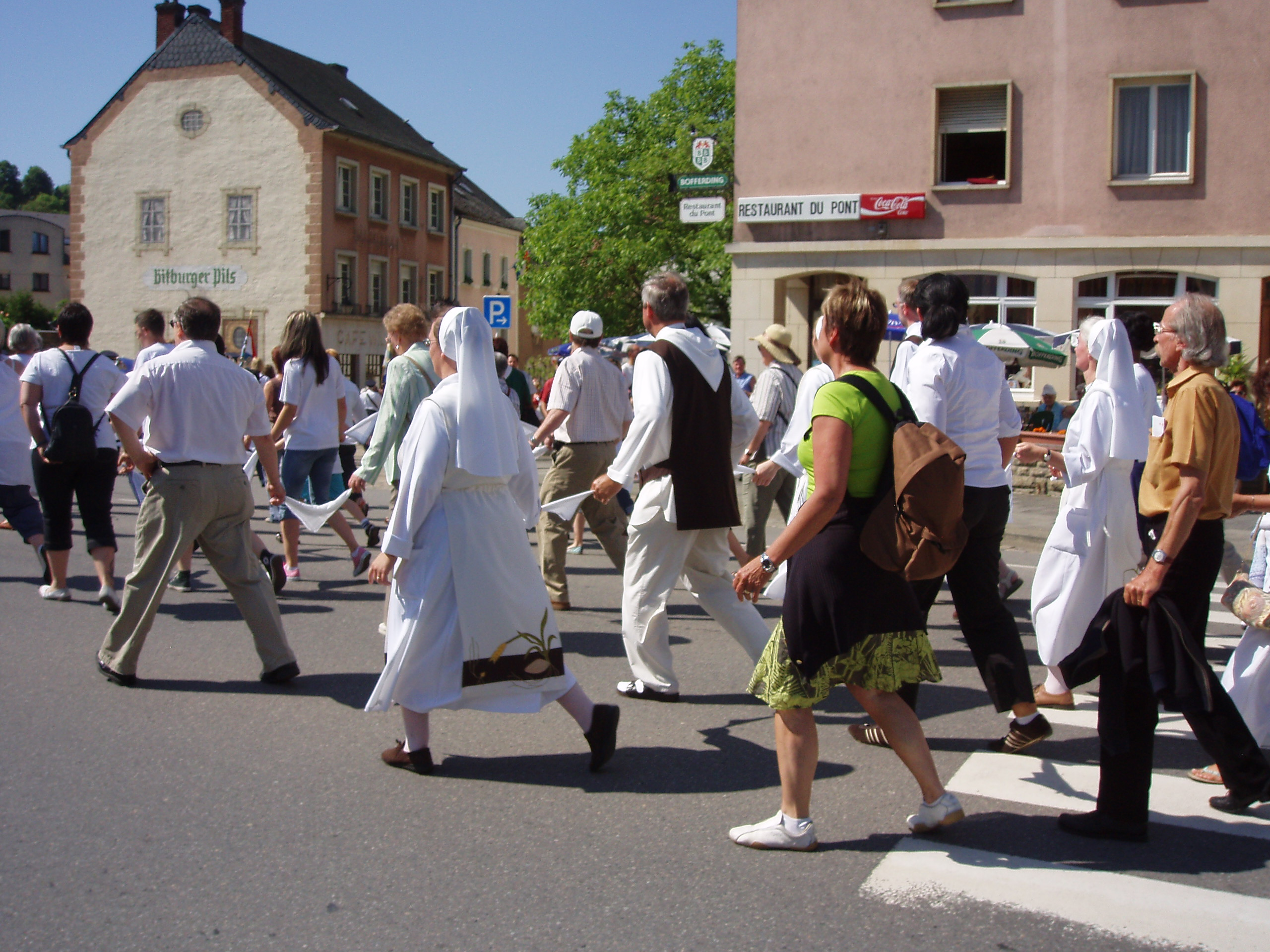
Tańcząca procesja
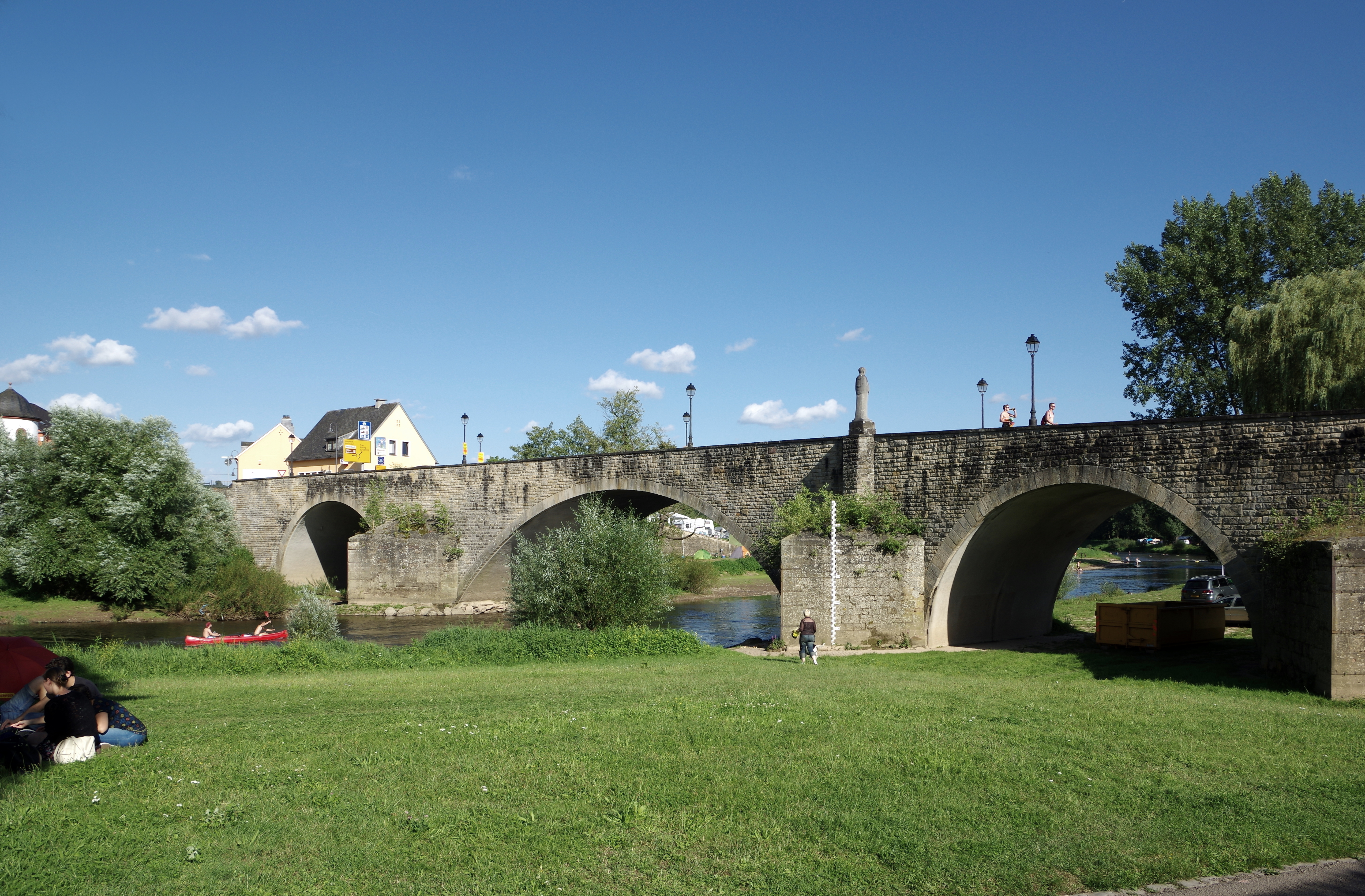
Stary most na rzece Sûre
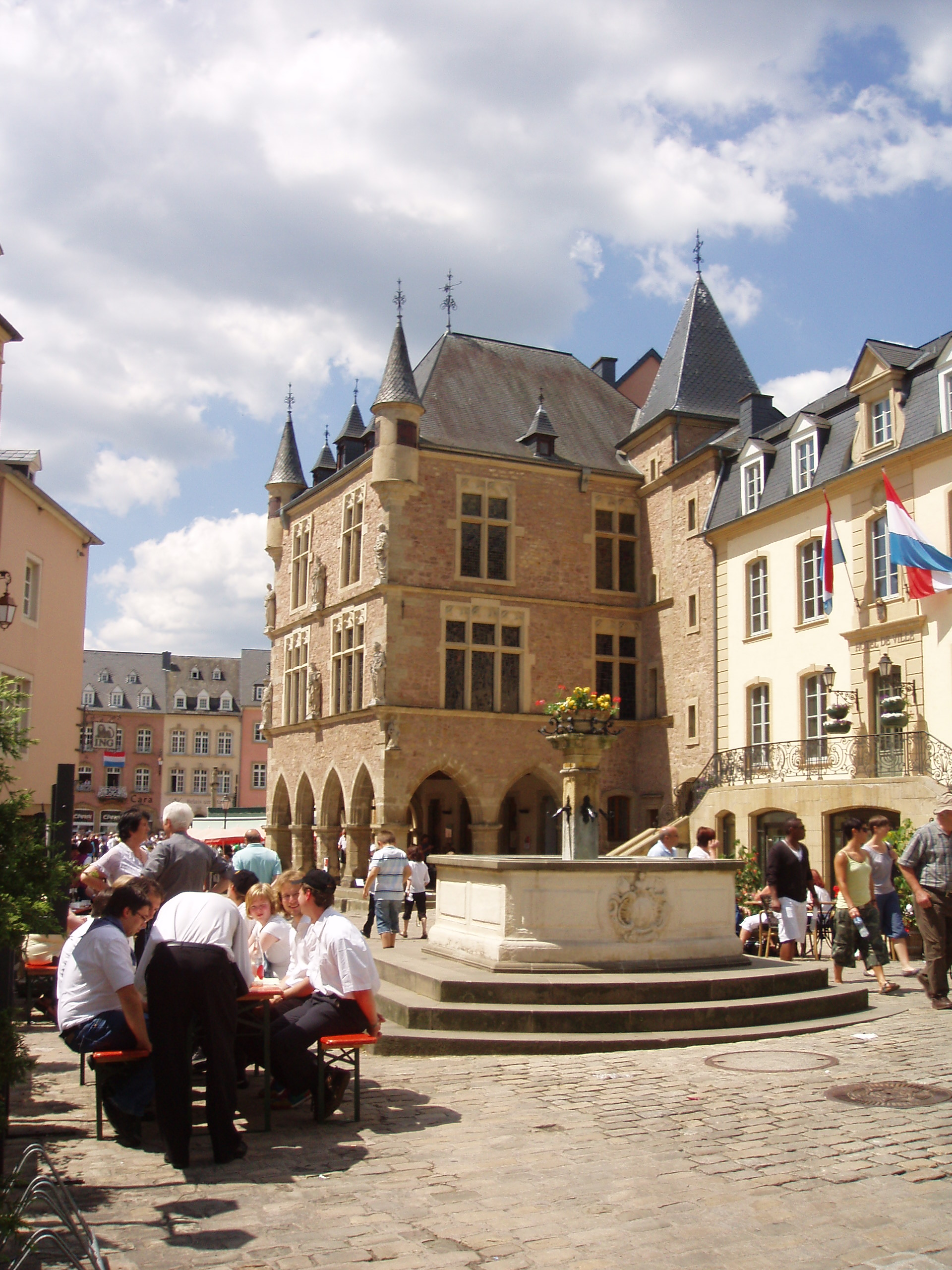
Budynek dawnego sądu (Dënzelt)
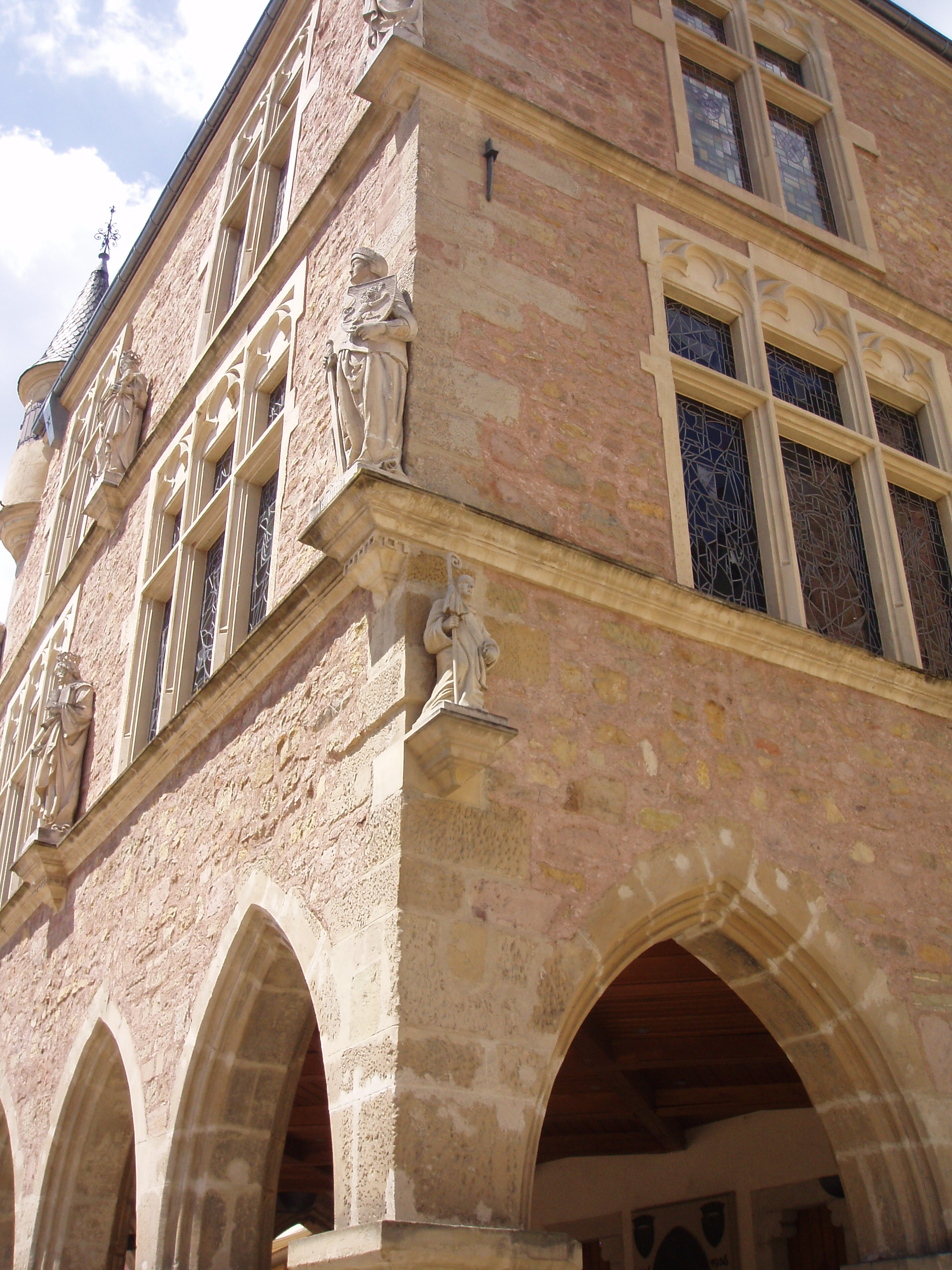
Detal budynku (Dënzelt)
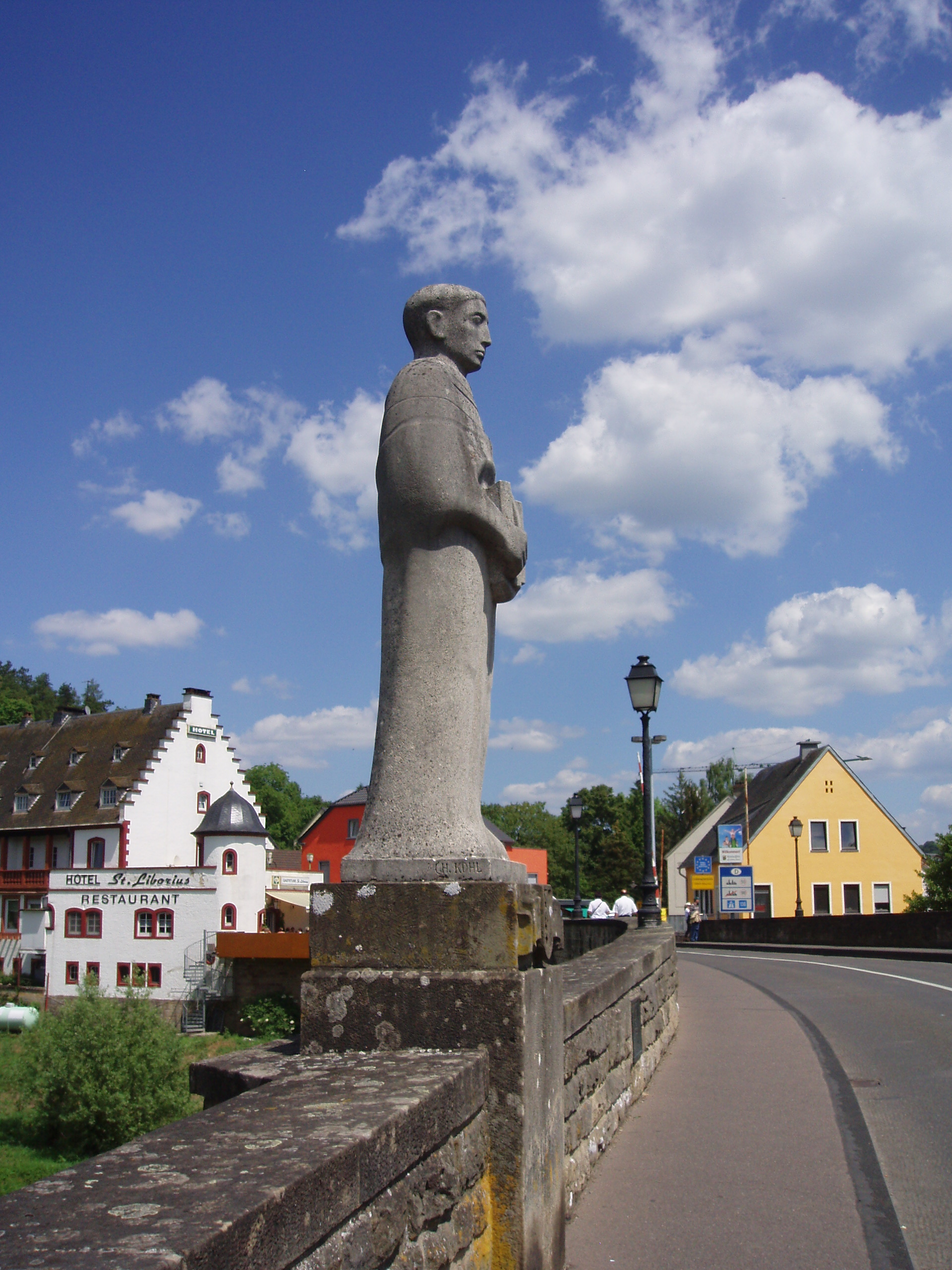
Johannes Bertels
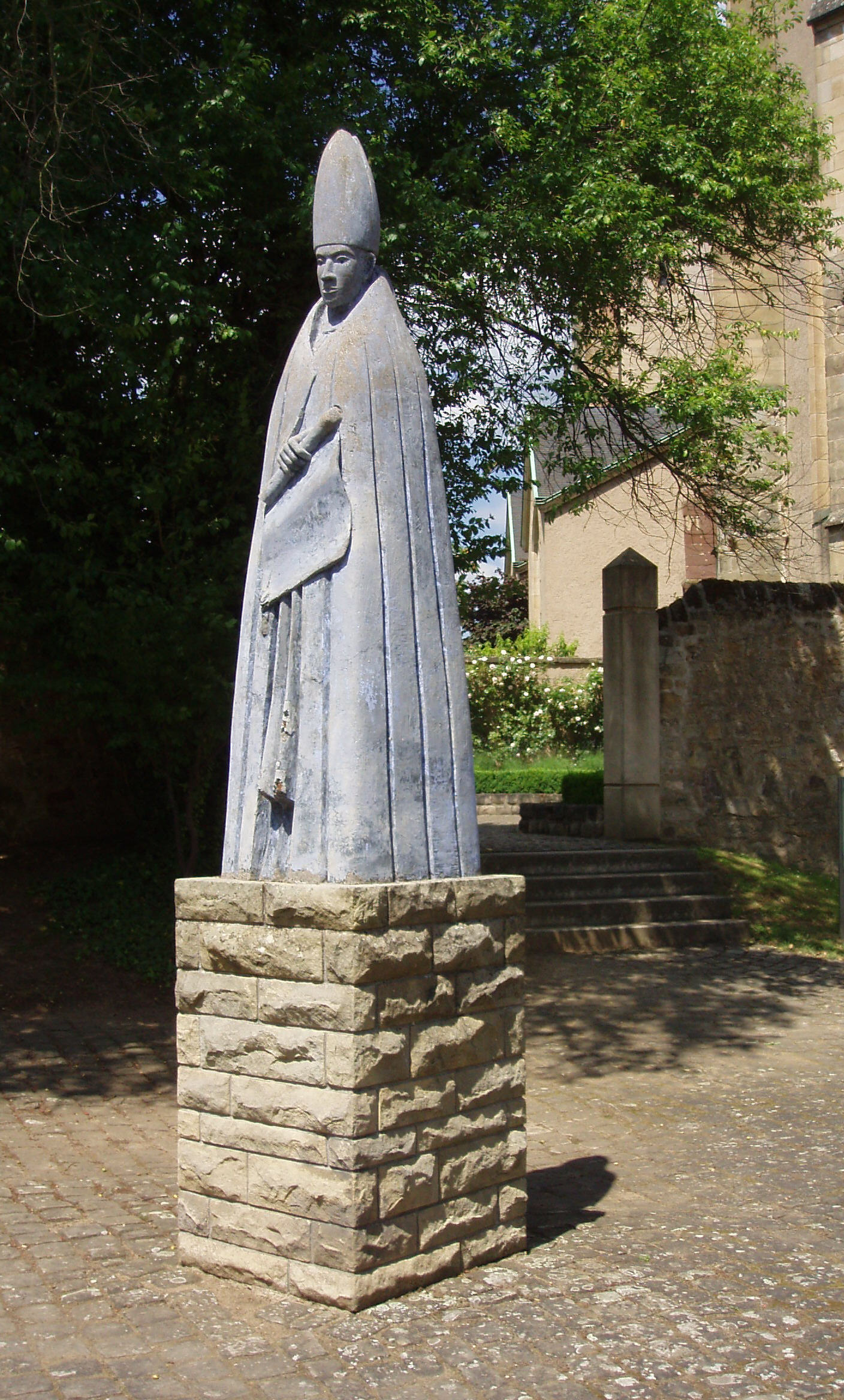
Pomnik św. Willibrorda